# Солалейка
Солале́йка (рос. Солалейка) — село у складі Сєверного району Оренбурзької області, Росія.

## Населення
Населення — 52 особи (2010; 139 у 2002).
Національний склад (станом на 2002 рік):
- мордва — 93 %